# Pyidaungsu Sithu Thingaha
De Pyidaungsu Sithu Thingaha is een Birmese Orde van Verdienste die in 1948, na de onafhankelijkheid van het Verenigd Koninkrijk, werd ingesteld. Deze ridderorde draagt een naam die "Orde van Birma" betekent en dat was ook de naam van de oudere Britse Koloniale ridderorde die door George VI werd ingesteld. Zie daarvoor: Orde van Birma van het Verenigd Koninkrijk.
Een bekende ontvanger van deze orde was U Thant, de derde Secretaris-generaal van de Verenigde Naties.